# Sang Cao
Sang Cao (1973) is een Hongaarse schaker. In 2003 werd hem door de FIDE de grootmeestertitel toegekend.
- Van 10 t/m 18 mei 2005 speelde hij mee in het toernooi om het kampioenschap van Hongarije en eindigde hij met 3 punten op de tiende plaats.